# Bông lau nâu nhỏ
Bông lau nâu nhỏ, tên khoa học Ixodia erythropthalmos, là một loài chim trong họ Pycnonotidae. Chúng thường được tìm thấy ở bán đảo Malay, Sumatra, và Borneo.

## Tham khảo

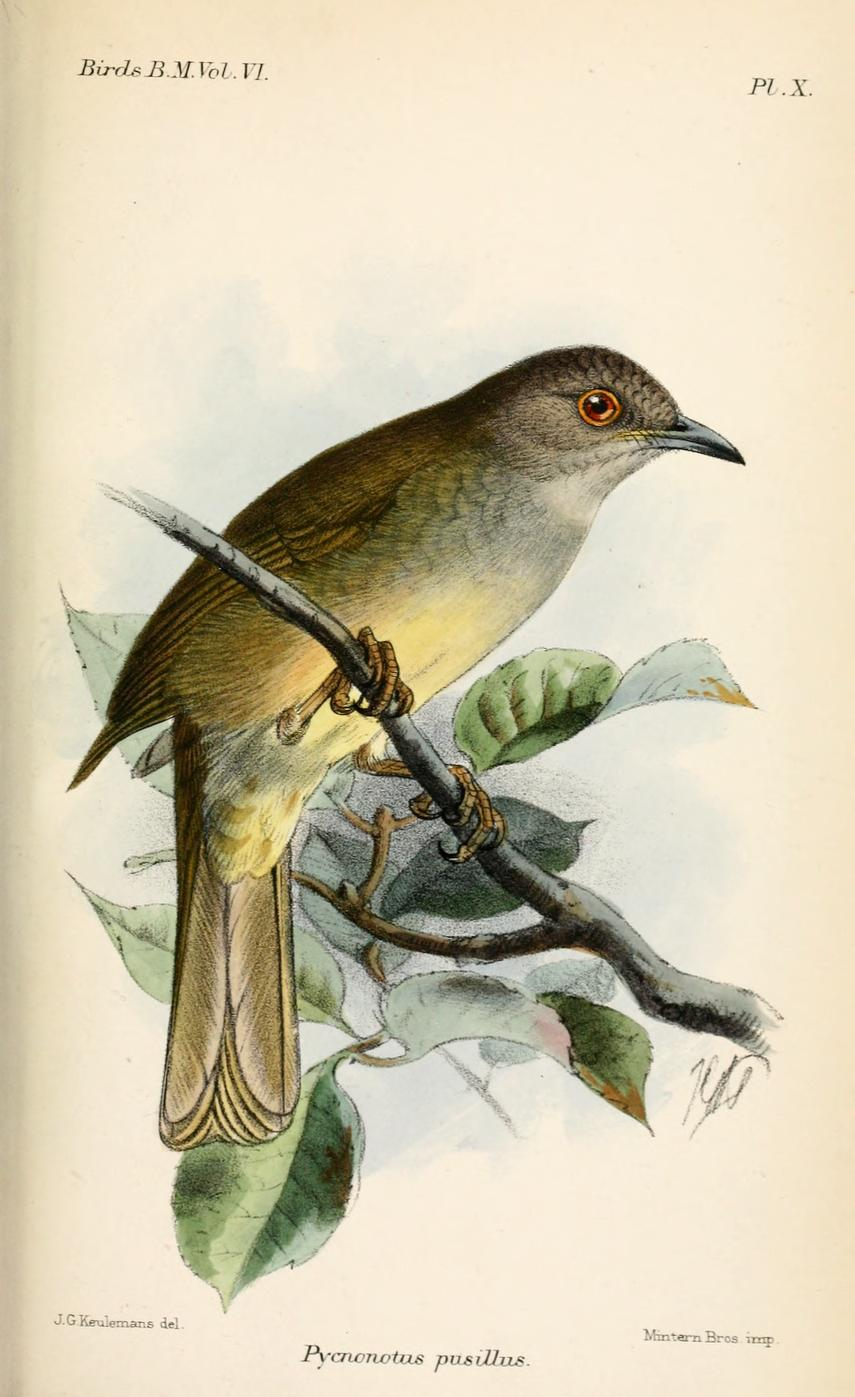
Minh họa của Keulemans, 1881